# Steinhof (Solothurn)
Steinhof és un municipi del cantó de Solothurn (Suïssa), situat al districte de Wasseramt. Aquest municipi està completament enclavat en el Cantó de Berna.